# Михаил Пинский
Михаи́л Влади́мирович (церк.-слав. Мїхаилъ Володимѣровичъ,? — после 1247) — князь пинский, из Турово-пинской ветви династии Рюриковичей, Изяславичей Туровских.

## Биография

### Происхождение
Обычно Михаила называют сыном пинского князя Владимира Святополчича. Войтович предполагает, что князь мог быть также сыном Ростислава Святополчича. Есть версия и о том, что Михаил был сыном Ростислава Степаньского или дубровицкого князя Глеба, Владимира Глебовича.

### Пинское княжение
Пинское княжество досталось Михаилу от его дяди — Ростислава Святополчича, а после смерти Михаила, Пинском завладел Фёдор Владимирович.
Про правление Михаила Владимировича нам известно мало, однако в Ипатьевской летописи под 1246 годом мы находим упоминание о нём в связи со сражение под Пинском Даниила и Василька Романовичей с литовским князем Лековнием, когда он пытался предупредить и литовцев, и Романовичей:
В лѣто̑ ҂sѱн҃е(1246). Воеваша Литва ѡколо мѣлницѣ Лековнии великъ плѣнъ. Приӕша Данило же и Василко гнаста и по нихъ до Пиньска, во Пиньски бо Михаилъ далъ бѣ имъ вѣсть, ѡнѣм же ставшимъ ѡсѣкшимсѧ в лѣсѣ, далъ бо бѣ имъ и Михаилъ вѣсть боуда в Пиньскѣ. Данилъ же и Василко погнаша на нѣ и дворьскыи, ӕко и во вое свое. Литвѣ же и не емшем̑ вѣры Михаилови изиидоша и становъ своих̑. Млс̑тью Бж҃иею побѣгшимъ Литвѣ и избити быша, и плѣнъ всь ѿӕша, а самъ Лонъкогвени боденъ оутече. Иде вѣсть Данилоу и Василкоу, и быс̑ рад̑сть велика во Пиньскѣ град̑.Галицко-Волынский свод
В источниках ничего не сообщается о жене и потомках Михаила.